# Jared Jaffee
Jared Todd Jaffee (* 21. Februar 1981 auf Staten Island, New York City, New York) ist ein professioneller US-amerikanischer Pokerspieler. Er ist zweifacher Titelträger der World Poker Tour und gewann 2014 ein Bracelet bei der World Series of Poker.

## Persönliches
Jaffee wuchs auf Staten Island auf. Er machte an der Emory University in Atlanta einen Bachelor in Politikwissenschaften. Danach entschloss er sich, jegliche Jobangebote auszuschlagen und stattdessen nach New York City zurückzukehren und dort als Pizzalieferant zu arbeiten. Nach ersten erfolglosen Anläufen, mit dem Pokerspiel Geld zu verdienen, schrieb sich der Amerikaner für ein Jurastudium an der Brooklyn Law School ein, machte dort innerhalb von drei Jahren einen Abschluss und bestand anschließend die Prüfung zum Anwalt. Erst nach einigen Monaten fand er eine Anstellung in einer Kanzlei, kündigte dort jedoch nach drei Tagen. Mittlerweile lebt der Amerikaner am Las Vegas Strip.

## Pokerkarriere
Jaffee begann mit den Spielen von Onlinepoker. Darüber qualifizierte er sich 2004 für die auf einem Kreuzfahrtschiff gespielte PartyPoker Million, bei der er jedoch nicht in die Preisgeldränge kam. Während seines Jurastudiums spielte er fast täglich und knüpfte Kontakte mit den Pokerspielern Bahbak Oboodi und Benjamin Zamani.
Seine erste Geldplatzierung bei einem Live-Pokerturnier erzielte Jaffee im Januar 2009 bei der European Poker Tour in Deauville. Im Juni 2009 war er erstmals bei der World Series of Poker (WSOP) im Rio All-Suite Hotel and Casino in Paradise am Las Vegas Strip erfolgreich und kam bei einem Turnier der Variante Pot Limit Hold’em in die Geldränge. In Biloxi, Mississippi, gewann der Amerikaner Mitte Januar 2010 sein erstes Live-Turnier und erhielt den Hauptpreis von rund 50.000 US-Dollar. Im selben Monat erreichte er an gleicher Stelle beim Main Event der World Poker Tour (WPT) den Finaltisch und sicherte sich als Vierter über 135.000 US-Dollar. Mitte März 2010 belegte Jaffee bei einem Turnier im Wynn Las Vegas den mit knapp 250.000 US-Dollar dotierten zweiten Platz. In Bell Gardens saß er Ende August 2010 erneut am Finaltisch des WPT-Main-Events und beendete es als Fünfter mit einer Auszahlung von 86.000 US-Dollar. Bei der WSOP 2011 erzielte der Amerikaner zwei Geldplatzierungen, u. a. erstmals im Main Event. Bei der WSOP 2013 belegte er einen dritten Platz und erhielt knapp 130.000 US-Dollar. Mitte November 2013 setzte sich Jaffee beim WPT-Main-Event in Jacksonville, Florida, durch und sicherte sich den Hauptpreis von mehr als 250.000 US-Dollar. Auch in Atlantic City kam er Ende Januar 2014 an den Finaltisch des WPT-Main-Events erhielt als Vierter erneut über 250.000 US-Dollar. Bei der WSOP 2014 sicherte sich der Amerikaner bei einem Mixed-Max-Event ein Bracelet sowie die Siegprämie von über 400.000 US-Dollar, die seine bis dato höchste Auszahlung bei einem Pokerturnier darstellt. Im Dezember 2014 im Hotel Bellagio sowie im August 2015 in Durant, Oklahoma, saß er zwei weitere Male am Finaltisch des WPT-Main-Events und belegte jeweils den siebten Rang, was ihm summiert knapp 300.000 US-Dollar einbrachte. Ende November 2017 entschied Jaffee im Bellagio ein Turnier des Five Diamond World Poker Classic mit einer Siegprämie von knapp 85.000 US-Dollar für sich. Rund zwei Wochen später gewann er in Bell Gardens auch das Main Event des WSOP-Circuits und sicherte sich den Hauptpreis von über 210.000 US-Dollar. Im Aria Resort & Casino am Las Vegas Strip siegte der Amerikaner im Juli 2018 beim Aria 25K und erhielt knapp 300.000 US-Dollar. An gleicher Stelle belegte er im September 2018 beim zweiten Turnier der Poker Masters den mit 262.500 US-Dollar dotierten zweiten Platz. Beim High Roller der Lucky Hearts Poker Open in Hollywood, Florida, wurde Jaffee im Januar 2020 – kurz bevor die Live-Pokerszene aufgrund der COVID-19-Pandemie für einige Zeit zum Erliegen kam – Dritter und erhielt knapp 150.000 US-Dollar. Im Juni 2021 beendete er das siebte Event der US Poker Open im Aria als Zweiter und sicherte sich knapp 160.000 US-Dollar. Auch bei den Poker Masters im Aria wurde der Amerikaner Ende September 2022 beim sechsten Turnier Zweiter und mit rund 155.000 US-Dollar ausbezahlt. Ende Mai 2023 gewann er in Durant seinen zweiten Titel beim WPT-Main-Event und erhielt eine Siegprämie von mehr als 400.000 US-Dollar.
Insgesamt hat sich Jaffee mit Poker bei Live-Turnieren knapp 6,5 Millionen US-Dollar erspielt.